# Испанско-чилийские отношения
Испанско-чилийские отношения — двусторонние дипломатические отношения между Испанией и Чили.

## История

### Колонизация Чили
В 1536 году испанский исследователь Диего де Альмагро прибыл на территорию современной Республики Чили, надеясь обнаружить залежи природных ископаемых, но не обнаружив желаемого вскоре вернулся в Перу. В 1540 году испанский конкистадор Педро де Вальдивия прибыл на территорию Чили, где основал город Сантьяго. В 1553 году во время битвы за Тукапель Педро де Вальдивия был убит воинами народа арауканы.
В 1542 году территория Чили вошла в состав Испанской империи и управлялась Вице-королевством Перу из Лимы. В 1776 году было основано Вице-королевство Рио-де-ла-Плата с административным центром в Буэнос-Айресе и территория Чили перешла под его контроль. Из-за нехватки полезных ископаемых на территории Чили очень немногие испанские мигранты перебирались туда, а те кто переехал в основном обрабатывали землю работая фермерами.

### Война за независимость
В начале XIX веке в Латинской Америке прокатилась серия восстаний местных жителей против владычества Испанской империи. 18 сентября 1810 года лидеры Генерал-капитанства Чили объявили Чили автономной республикой в составе Испанской империи. В течение следующего десятилетия чилийские войска сражались с испанскими войсками за обретение независимости. В октябре 1814 года чилийские войска потерпели поражение от испанцев в битве за Ранкагуа, что привело к реконкисте территории Чили Испанией в 1814—1817 годах.
В феврале 1817 года Андская армия под командованием генерала Бернардо О’Хиггинса и генерала Хосе де Сан-Мартина прошла через Анды из Чили в Аргентину и дала бой испанцам в битве при Чакабуко, одержав победу. В апреле 1818 года войска О’Хиггинса и Сан-Мартина сражались с испанской армией под руководством генерала Мариано Осорио в битве при Майпу, победа в которой привела к независимости Чили и Аргентины.

### Независимость
В апреле 1844 года Испания признала независимость Чили и страны установили официальные дипломатические отношения после подписания Договора о мире и дружбе. В марте 1866 года во время Первой тихоокеанской войны Испания атаковала чилийский порт Вальпараисо из-за того, что выступили против участия Чили в войне и запрета для испанских судов заходить в чилийские порты.
Во время Гражданской войны в Испании (1936—1939) лауреат Национальной премии Чили по литературе Пабло Неруда был назначен консулом в Мадриде. Пабло Неруда стал свидетелем боевых действий и написал о своих воспоминаниях в книге «España en el corazón». В 1939 году Пабло Неруда был назначен консулом в Париже для испанских эмигрантов, желающих переехать в Чили. В Париже при поддержке чилийского правительства Пабло Неруда нанял судно под названием «SS Winnipeg» для транспортировки в Чили 2200 испанских мигрантов, многие из которых являлись коммунистами и республиканцами. После окончания Гражданской войны в Испании, в апреле 1939 года, Республика Чили признала правительство Франциско Франко.
В 1970—1973 годах отношения между президентом Чили социалистом Сальвадором Альенде и фалангистом Франсиско Франко были дружественными, а в 1972 году Франсиско Франко пригласил Альенде посетить Испанию, однако тот отказался от этого предложения. В 1973 году в Чили произошел военный переворот в результате которого правительство Сальвадора Альенде было свергнуто, а Франсиско Франко признал президентом Чили Аугусто Пиночета. В ноябре 1975 года Франсиско Франко умер и Аугусто Пиночет стал единственным главой иностранного государства, присутствовавшим на его похоронах.
В марте 1990 года Аугусто Пиночет передал власть избранному президенту Патрисио Эйлвину, а в октябре 1990 года король Испании Хуан Карлос I совершил свой первый официальный визит в Чили.
В настоящее время в Чили проживает 60 000 подданных Испании. Между странами налажены прямые рейсы следующими авиакомпаниями: Iberia, LATAM Chile и Plus Ultra Líneas Aéreas.

## Торговля
В 2015 году товарооборот между странами составил сумму 2,7 млрд евро. В 2014 году испанские инвестиции в экономику Чили составили сумму 3,2 млрд. долларов США. Испанские международные компании, такие как: Banco Bilbao Vizcaya Argentaria, Grupo Santander, Mapfre и Zara работают в Чили. Несколько марок чилийского вина представлены в Испании.

## Дипломатические представительства
- Чили имеет посольство в Мадриде и генеральное консульство в Барселоне[13].
- Испании есть посольство в Сантьяго[14].